# 取手宿

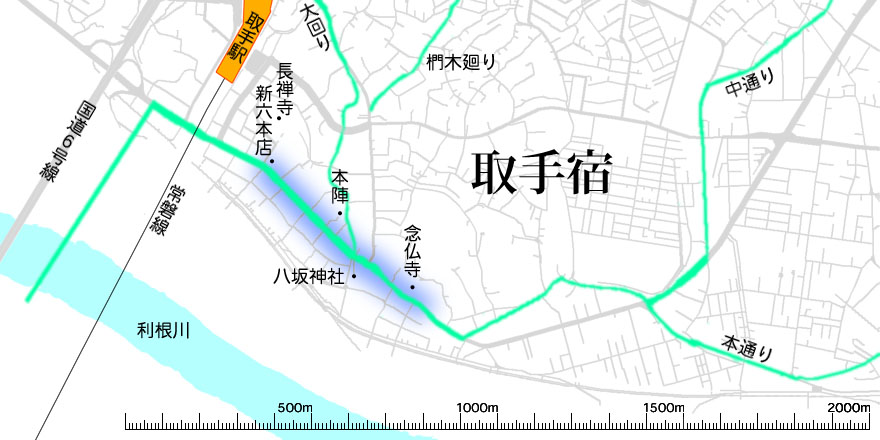
取手宿の現代地図に旧水戸街道の道筋を重ねた地図。

取手宿（とりでしゅく）は、水戸街道千住宿から5つ目の宿場町。現在の茨城県取手市取手・東のあたり。宿場町は東西に1キロ弱の範囲で広がっている。

## 概要
水戸街道は利根川を南北方向に渡っているが、その水戸側・北岸で向きを変えて東南東に向い、取手宿に入る。対岸の江戸側・南岸にも、正規のものではないが、青山宿という小規模な宿場町があった。
取手宿が水戸街道の宿場町に指定されたのは、天和年間から貞享年間にかけての時期（1681年～1688年）であり、それ以前は我孫子宿から利根川（当時鬼怒川）右岸を下流に向かい、布佐で渡河して龍ヶ崎を経由し、若柴宿付近で合流するという流れであった。そのため、取手宿が正規の宿場町に指定されたのは、水戸街道の他宿場町より、多少遅れている。
取手は、宿場町であるだけではなく、利根川水運の拠点地・物資集積地でもあったことから、二百軒程度の家並みが並ぶ大規模な集落を形成していた。旧道筋には2019年現在も、多少の古建築を見出すことができる。
本陣として使われていた染野家住宅（1795年築）が保存されており、週末には公開されている。

## 周辺
- 長禅寺 - 931年創建とされる古刹。
- 新六本店 - 1700年代まで遡ることができる造り酒屋・廻船業者。
- 取手本陣 - 染野家住宅。
- 八坂神社 - 八坂神社系列の神社。
- 念仏寺

## 隣の宿
我孫子宿 - 取手宿 - 藤代宿
- 我孫子宿 - 取手宿は一里十八町（約6キロ）。
- 取手宿 - 藤代宿は本通りを通って一里三十町（約7キロ）。大廻りを通ると10キロ余り。

取手宿と藤代宿との間には小貝川水系の低湿地があり、小貝川は暴れ川であったことから、長兵衛新田から吉田・酒詰・谷中と経由する「本通り」（本街道）に加えて増水時の迂回路が以下の様に用意されていた。
- 中通り - 長兵衛新田から井野方面に分かれて酒詰・谷中へと至る（県道229号線とほぼ同じ）
- 椚木廻り - 山中坂から井野・毛有を経由して椚木から藤代に至る
- 大廻り - 白山・寺原を経由して岡堰へと至り更に小貝川沿いに山王・神住・椚木を通り藤代に至る